# Willington Worthenbury
Willington Worthenbury är en community i Storbritannien.   Den ligger i kommunen Wrexham och riksdelen Wales, i den södra delen av landet, 250 km nordväst om huvudstaden London. 
Den största byn i communityn är Worthenbury.